# Priodontes maximus
L'armadillo gigante o tatú gigante (Priodontes maximus Kerr, 1792) è un mammifero cingolato appartenente alla famiglia Dasypodidae, unico rappresentante del genere Priodontes F. Cuvier, 1825.

## Descrizione
- Lunghezza del corpo 110-120 cm,
- Lunghezza della coda 40-50 cm,
- Peso 45-55 kg.

Caratteristici sono gli unghioni che armano le cinque dita degli arti anteriori, che arrivano anche a misurare 12 cm di lunghezza.

## Biologia

### Alimentazione
Si nutre di formiche e termiti.

## Distribuzione e habitat
Si osserva raramente nelle foreste dell'Amazzonia, nella Guyana e nell'Argentina settentrionale.